# Tipos de tecidos conjuntivos
O tecido conjuntivo possui muitas variedades, cada um possui características próprias.
São estes: 
- Tecido conjuntivo propriamente dito
  - Tecido conjuntivo frouxo - tecido conjuntivo.
  - Tecido conjuntivo denso - tecido conjuntivo.
  - Tecido adiposo- é formado por células que armazenam gordura é reserva de energia.
- Tecido cartilaginoso - dar forma, ou sustenta órgãos.
- Tecido ósseo - sustentação do organismo.
- Tecido hematopoiético - responsável pela formação de outras células.
  - Tecido sanguíneo - tecido que forma o sangue.
  - Tecido linfático - tecido do sistema linfático, responsável pela filtração do sangue.